# Tunku Abdul Rahman
Tunku Abdul Rahman Putra Al-Haj ibni Almarhum Sultan Abdul Hamid Halim Shah (1903-1990) foi o primeiro chefe de governo da Federação Malaia (1957-1963) e do novo Estado da Malásia (1963-1970).
Negociou a independência do seu país do domínio britânico (1956), incentivando a união com Singapura, Sarawak e Sabah. As revoltas étnicas levaram-no a renunciar.

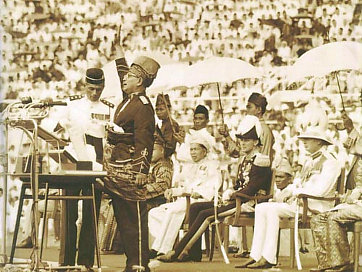
Tunku Abdul Rahman, em destaque.